# Cosmetura bivittata
Cosmetura bivittata är en insektsart som beskrevs av Mu, T. He och Yuwen Wang 2000. Cosmetura bivittata ingår i släktet Cosmetura och familjen vårtbitare. Inga underarter finns listade i Catalogue of Life.